# NHL (1995/1996)/Play-off
Rozgrywki posezonowe ligi NHL decydujące o zdobyciu Pucharu Stanleya w sezonie 1995/1996, czyli 1996 Stanley Cup playoffs rozpoczęły się 16 kwietnia 1996 roku. Są to pierwsze rozgrywki play-off w których w pierwszej rundzie odpadły wszystkie kanadyjskie drużyny. Zwycięzca poprzedniej edycji Pucharu Stanleya – New Jersey Devils został pierwszym mistrzem ligi NHL od sezonu 1969/1970, który nie awansował do fazy play-off w następnym sezonie. Wszystkie trzy drużyny ze stanu Kalifornia również nie uczestniczyły w fazie playoff. Po raz pierwszy w historii rozgrywek do playoff awansowały obie drużyny ze stanu Floryda.
Rozgrywki zakończyły się 10 czerwca. Ostatnim, czwartym meczem finałowym Pucharu Stanleya w którym Colorado Avalanche pokonało Florida Panthers. Obie drużyny po raz pierwszy w swojej historii awansowały do tej fazy rozgrywek. Był to również inauguracyjny sezon drużyny z Denver. W poprzednich latach drużyna Avalanche znana była jako Quebec Nordiques i swoje mecze rozgrywała w Québecu. Nagrodę Conn Smythe Trophy dla najwartościowszego zawodnika play-off zdobył Kanadyjczyk Joe Sakic.

## Rozstawienie
Po zakończeniu sezonu zasadniczego 16 zespołów zapewniło sobie start w fazie playoff. Drużyna Detroit Red Wings zdobywca Presidents’ Trophy uzyskała najlepszy wynik w lidze zdobywając w 82 spotkaniach 131 punktów. Jest to najwyżej rozstawiona drużyna. Kolejne miejsce rozstawione uzupełniają mistrzowie dywizji: Colorado Avalanche, Philadelphia Flyers oraz Pittsburgh Penguins.

### Konferencja Wschodnia

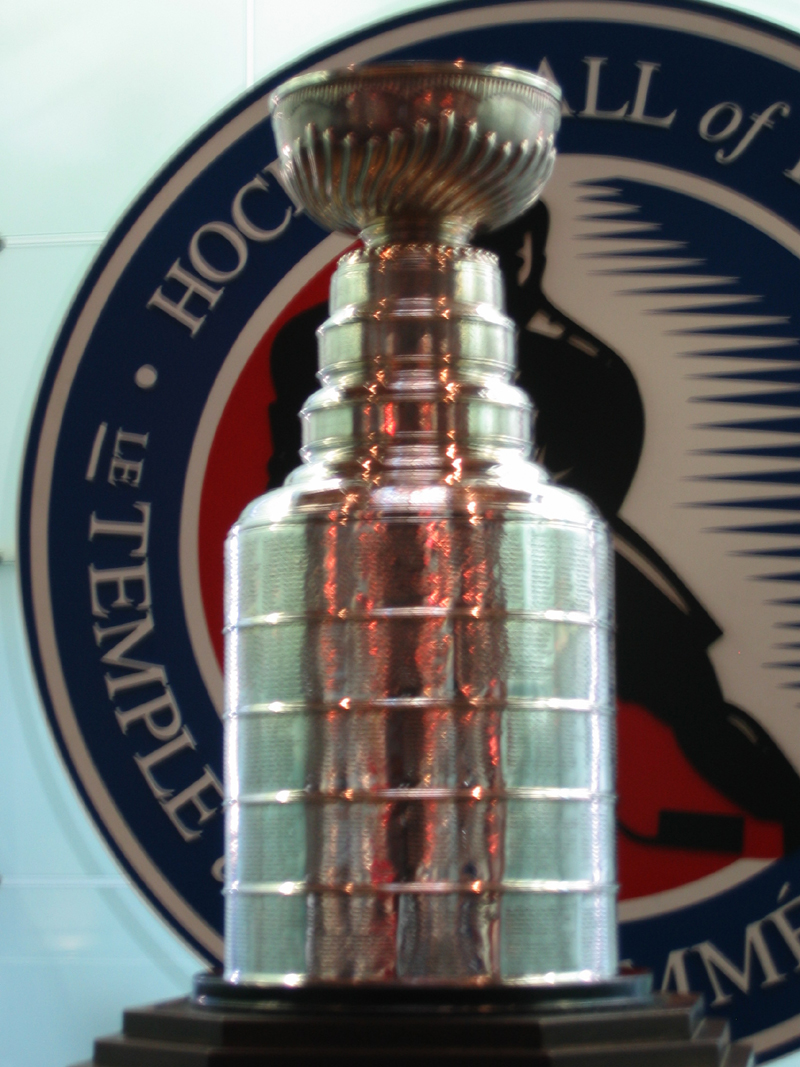
Puchar Stanleya

1. Philadelphia Flyers – mistrz dywizji atlantyckiej i konferencji wschodniej w sezonie zasadniczym oraz 103 punkty
2. Pittsburgh Penguins – mistrz dywizji północno-wschodniej, 102 punkty
3. New York Rangers – 96 punktów (41 zwycięstw)
4. Florida Panthers – 92 punktów (41 zwycięstw)
5. Boston Bruins – 91 punkty (40 zwycięstwa)
6. Montreal Canadiens – 90 punkty (40 zwycięstw)
7. Washington Capitals – 89 punktów (39 zwycięstw)
8. Tampa Bay Lightning – 88 punktów (38 zwycięstw)

### Konferencja Zachodnia
1. Detroit Red Wings – mistrz dywizji centralnej oraz mistrz sezonu zasadniczego konferencji zachodniej, zdobywca Presidents’ Trophy oraz 131 punktów
2. Colorado Avalanche – mistrz dywizji Pacyfiku, 104 punkty
3. Chicago Blackhawks – 94 punkty (40 zwycięstw)
4. Toronto Maple Leafs – 80 punktów (34 zwycięstwa)
5. St. Louis Blues – 80 punktów (32 zwycięstwa)
6. Calgary Flames – 79 punktów (34 zwycięstwa)
7. Vancouver Canucks – 79 punktów (32 zwycięstwa)
8. Winnipeg Jets – 78 punktów (36 zwycięstw)

## Drzewko playoff
Po zakończeniu sezonu zasadniczego rozpocznie się walka o mistrzostwo ligi w fazie playoff, która rozgrywana będzie w czterech rundach. Drużyna, która zajęła wyższe miejsce w sezonie zasadniczym w nagrodę zostaje gospodarzem ewentualnego siódmego meczu. Z tym, że zdobywca Presidents’ Trophy (w tym wypadku Washington Capitals) zawsze jest gospodarzem siódmego meczu. Wszystkie cztery rundy rozgrywane są w formule do czterech zwycięstw według schematu: 2-2-1-1-1, czyli wyżej rozstawiony rozgrywa mecze: 1 i 2 oraz ewentualnie 5 i 7 we własnej hali. Niżej rozstawiona drużyna rozgrywa mecze w swojej hali: trzeci, czwarty oraz ewentualnie szósty.
|  |                          |                          |                          |                    |                     |                       |                       |                       |  |  |                    |                    |                    |  |  |                        |                        |                        |
|  | Ćwierćfinały Konferencji | Ćwierćfinały Konferencji | Ćwierćfinały Konferencji |                    |                     | Półfinały Konferencji | Półfinały Konferencji | Półfinały Konferencji |  |  | Finały Konferencji | Finały Konferencji | Finały Konferencji |  |  | Finał Pucharu Stanleya | Finał Pucharu Stanleya | Finał Pucharu Stanleya |
|  | Ćwierćfinały Konferencji | Ćwierćfinały Konferencji | Ćwierćfinały Konferencji |                    |                     | Półfinały Konferencji | Półfinały Konferencji | Półfinały Konferencji |  |  | Finały Konferencji | Finały Konferencji | Finały Konferencji |  |  | Finał Pucharu Stanleya | Finał Pucharu Stanleya | Finał Pucharu Stanleya |
|  |                          |                          |                          |                    |                     |                       |                       |                       |  |  |                    |                    |                    |  |  |                        |                        |                        |
|  |                          |                          |                          |                    |                     |                       |                       |                       |  |  |                    |                    |                    |  |  |                        |                        |                        |
|  | 1                        | Philadelphia Flyers      | 4                        |                    |                     |                       |                       |                       |  |  |                    |                    |                    |  |  |                        |                        |                        |
|  | 1                        | Philadelphia Flyers      | 4                        |                    |                     |                       |                       |                       |  |  |                    |                    |                    |  |  |                        |                        |                        |
|  | 8                        | Tampa Bay Lightning      | 2                        |                    |                     |                       |                       |                       |  |  |                    |                    |                    |  |  |                        |                        |                        |
|  | 8                        | Tampa Bay Lightning      | 2                        | 1                  | Philadelphia Flyers | 2                     |                       |                       |  |  |                    |                    |                    |  |  |                        |                        |                        |
|  |                          |                          |                          | 1                  | Philadelphia Flyers | 2                     |                       |                       |  |  |                    |                    |                    |  |  |                        |                        |                        |
|  | 4                        | Florida Panthers         | 4                        |                    |                     |                       |                       |                       |  |  |                    |                    |                    |  |  |                        |                        |                        |
|  | 4                        | Florida Panthers         | 4                        | 2                  | Pittsburgh Penguins | 4                     |                       |                       |  |  |                    |                    |                    |  |  |                        |                        |                        |
|  |                          |                          |                          | 2                  | Pittsburgh Penguins | 4                     |                       |                       |  |  |                    |                    |                    |  |  |                        |                        |                        |
|  | 7                        | Washington Capitals      | 2                        |                    |                     |                       |                       |                       |  |  |                    |                    |                    |  |  |                        |                        |                        |
|  | 7                        | Washington Capitals      | 2                        | 2                  | Pittsburgh Penguins | 3                     |                       |                       |  |  |                    |                    |                    |  |  |                        |                        |                        |
|  | Konferencja Wschodnia    |                          |                          | 2                  | Pittsburgh Penguins | 3                     |                       |                       |  |  |                    |                    |                    |  |  |                        |                        |                        |
|  |                          |                          | 4                        | Florida Panthers   | 4                   |                       |                       |                       |  |  |                    |                    |                    |  |  |                        |                        |                        |
|  | 3                        | New York Rangers         | 4                        | Florida Panthers   | 4                   | 4                     |                       |                       |  |  |                    |                    |                    |  |  |                        |                        |                        |
|  | 3                        | New York Rangers         |                          |                    |                     | 4                     |                       |                       |  |  |                    |                    |                    |  |  |                        |                        |                        |
|  | 6                        | Montreal Canadiens       | 2                        |                    |                     |                       |                       |                       |  |  |                    |                    |                    |  |  |                        |                        |                        |
|  | 6                        | Montreal Canadiens       | 2                        | 2                  | Pittsburgh Penguins | 4                     |                       |                       |  |  |                    |                    |                    |  |  |                        |                        |                        |
|  |                          |                          |                          | 2                  | Pittsburgh Penguins | 4                     |                       |                       |  |  |                    |                    |                    |  |  |                        |                        |                        |
|  | 3                        | New York Rangers         | 1                        |                    |                     |                       |                       |                       |  |  |                    |                    |                    |  |  |                        |                        |                        |
|  | 3                        | New York Rangers         | 1                        | 4                  | Florida Panthers    | 4                     |                       |                       |  |  |                    |                    |                    |  |  |                        |                        |                        |
|  |                          |                          |                          | 4                  | Florida Panthers    | 4                     |                       |                       |  |  |                    |                    |                    |  |  |                        |                        |                        |
|  | 5                        | Boston Bruins            | 2                        |                    |                     |                       |                       |                       |  |  |                    |                    |                    |  |  |                        |                        |                        |
|  | 5                        | Boston Bruins            | 2                        | W                  | Florida Panthers    | 0                     |                       |                       |  |  |                    |                    |                    |  |  |                        |                        |                        |
|  |                          |                          |                          |                    |                     |                       |                       |                       |  |  |                    |                    |                    |  |  |                        |                        |                        |
|  |                          |                          | Z                        | Colorado Avalanche | 4                   |                       |                       |                       |  |  |                    |                    |                    |  |  |                        |                        |                        |
|  | 1                        | Detroit Red Wings        | Z                        | Colorado Avalanche | 4                   | 4                     |                       |                       |  |  |                    |                    |                    |  |  |                        |                        |                        |
|  | 1                        | Detroit Red Wings        |                          |                    |                     | 4                     |                       |                       |  |  |                    |                    |                    |  |  |                        |                        |                        |
|  | 8                        | Winnipeg Jets            | 2                        |                    |                     |                       |                       |                       |  |  |                    |                    |                    |  |  |                        |                        |                        |
|  | 8                        | Winnipeg Jets            | 2                        | 1                  | Detroit Red Wings   | 4                     |                       |                       |  |  |                    |                    |                    |  |  |                        |                        |                        |
|  |                          |                          |                          | 1                  | Detroit Red Wings   | 4                     |                       |                       |  |  |                    |                    |                    |  |  |                        |                        |                        |
|  | 5                        | St. Louis Blues          | 3                        |                    |                     |                       |                       |                       |  |  |                    |                    |                    |  |  |                        |                        |                        |
|  | 5                        | St. Louis Blues          | 3                        | 2                  | Colorado Avananche  | 4                     |                       |                       |  |  |                    |                    |                    |  |  |                        |                        |                        |
|  |                          |                          |                          | 2                  | Colorado Avananche  | 4                     |                       |                       |  |  |                    |                    |                    |  |  |                        |                        |                        |
|  | 7                        | Vancouver Canucks        | 2                        |                    |                     |                       |                       |                       |  |  |                    |                    |                    |  |  |                        |                        |                        |
|  | 7                        | Vancouver Canucks        | 2                        | 1                  | Detroit Red Wings   | 2                     |                       |                       |  |  |                    |                    |                    |  |  |                        |                        |                        |
|  | Konferencja Zachodnia    |                          |                          | 1                  | Detroit Red Wings   | 2                     |                       |                       |  |  |                    |                    |                    |  |  |                        |                        |                        |
|  |                          |                          | 2                        | Colorado Avalanche | 4                   |                       |                       |                       |  |  |                    |                    |                    |  |  |                        |                        |                        |
|  | 3                        | Chicago Blackhawks       | 2                        | Colorado Avalanche | 4                   | 4                     |                       |                       |  |  |                    |                    |                    |  |  |                        |                        |                        |
|  | 3                        | Chicago Blackhawks       |                          |                    |                     | 4                     |                       |                       |  |  |                    |                    |                    |  |  |                        |                        |                        |
|  | 6                        | Calgary Flames           | 0                        |                    |                     |                       |                       |                       |  |  |                    |                    |                    |  |  |                        |                        |                        |
|  | 6                        | Calgary Flames           | 0                        | 2                  | Colorado Avalanche  | 4                     |                       |                       |  |  |                    |                    |                    |  |  |                        |                        |                        |
|  |                          |                          |                          | 2                  | Colorado Avalanche  | 4                     |                       |                       |  |  |                    |                    |                    |  |  |                        |                        |                        |
|  | 3                        | Chicago Blackhawks       | 2                        |                    |                     |                       |                       |                       |  |  |                    |                    |                    |  |  |                        |                        |                        |
|  | 3                        | Chicago Blackhawks       | 2                        | 4                  | Toronto Maple Leafs | 2                     |                       |                       |  |  |                    |                    |                    |  |  |                        |                        |                        |
|  |                          |                          |                          | 4                  | Toronto Maple Leafs | 2                     |                       |                       |  |  |                    |                    |                    |  |  |                        |                        |                        |
|  | 5                        | St. Louis Blues          | 4                        |                    |                     |                       |                       |                       |  |  |                    |                    |                    |  |  |                        |                        |                        |
|  | 5                        | St. Louis Blues          | 4                        |                    |                     |                       |                       |                       |  |  |                    |                    |                    |  |  |                        |                        |                        |
|  |                          |                          |                          |                    |                     |                       |                       |                       |  |  |                    |                    |                    |  |  |                        |                        |                        |

## Rezultaty

### Ćwierćfinały Konferencji

#### Wschodnia Konferencja
| Philadelphia Flyers – Tampa Bay Lightning | Philadelphia Flyers – Tampa Bay Lightning | Philadelphia Flyers – Tampa Bay Lightning | Philadelphia Flyers – Tampa Bay Lightning | Philadelphia Flyers – Tampa Bay Lightning | Philadelphia Flyers – Tampa Bay Lightning | Philadelphia Flyers – Tampa Bay Lightning |
| Data                                      | Wyjazd                                    | Wyjazd                                    | Dom                                       | Dom                                       |                                           |                                           |
| ----------------------------------------- | ----------------------------------------- | ----------------------------------------- | ----------------------------------------- | ----------------------------------------- | ----------------------------------------- | ----------------------------------------- |
| 16 kwietnia                               | Tampa Bay                                 | 3                                         | 7                                         | Philadelphia                              |                                           |                                           |
| 18 kwietnia                               | Tampa Bay                                 | 2                                         | 1                                         | Philadelphia                              | Po dogrywce                               |                                           |
| 21 kwietnia                               | Philadelphia                              | 4                                         | 5                                         | Tampa Bay                                 | Po dogrywce                               |                                           |
| 23 kwietnia                               | Philadelphia                              | 4                                         | 1                                         | Tampa Bay                                 |                                           |                                           |
| 25 kwietnia                               | Tampa Bay                                 | 1                                         | 4                                         | Philadelphia                              |                                           |                                           |
| 27 kwietnia                               | Philadelphia                              | 6                                         | 1                                         | Tampa Bay                                 |                                           |                                           |
| Philadelphia wygrała 4:2                  |                                           |                                           |                                           |                                           |                                           |                                           |

| Pittsburgh Penguins – Washington Capitals | Pittsburgh Penguins – Washington Capitals | Pittsburgh Penguins – Washington Capitals | Pittsburgh Penguins – Washington Capitals | Pittsburgh Penguins – Washington Capitals | Pittsburgh Penguins – Washington Capitals | Pittsburgh Penguins – Washington Capitals |
| Data                                      | Wyjazd                                    | Wyjazd                                    | Dom                                       | Dom                                       |                                           |                                           |
| ----------------------------------------- | ----------------------------------------- | ----------------------------------------- | ----------------------------------------- | ----------------------------------------- | ----------------------------------------- | ----------------------------------------- |
| 17 kwietnia                               | Washington                                | 6                                         | 4                                         | Pittsburgh                                |                                           |                                           |
| 19 kwietnia                               | Washington                                | 5                                         | 3                                         | Pittsburgh                                |                                           |                                           |
| 22 kwietnia                               | Pittsburgh                                | 4                                         | 1                                         | Washington                                |                                           |                                           |
| 24 kwietnia                               | Pittsburgh                                | 3                                         | 2                                         | Washington                                | Po 4 dogrywkach                           |                                           |
| 26 kwietnia                               | Washington                                | 1                                         | 4                                         | Pittsburgh                                |                                           |                                           |
| 28 kwietnia                               | Pittsburgh                                | 3                                         | 2                                         | Washington                                |                                           |                                           |
| Pittsburgh wygrał 4:2                     |                                           |                                           |                                           |                                           |                                           |                                           |

| New York Rangers – Montreal Canadiens | New York Rangers – Montreal Canadiens | New York Rangers – Montreal Canadiens | New York Rangers – Montreal Canadiens | New York Rangers – Montreal Canadiens | New York Rangers – Montreal Canadiens | New York Rangers – Montreal Canadiens |
| Data                                  | Wyjazd                                | Wyjazd                                | Dom                                   | Dom                                   |                                       |                                       |
| ------------------------------------- | ------------------------------------- | ------------------------------------- | ------------------------------------- | ------------------------------------- | ------------------------------------- | ------------------------------------- |
| 16 kwietnia                           | Montreal                              | 3                                     | 2                                     | NY Rangers                            | Po dogrywce                           |                                       |
| 18 kwietnia                           | Montreal                              | 5                                     | 3                                     | NY Rangers                            |                                       |                                       |
| 21 kwietnia                           | NY Rangers                            | 2                                     | 1                                     | Montreal                              |                                       |                                       |
| 23 kwietnia                           | NY Rangers                            | 4                                     | 3                                     | Montreal                              |                                       |                                       |
| 26 kwietnia                           | Montreal                              | 2                                     | 3                                     | NY Rangers                            |                                       |                                       |
| 28 kwietnia                           | NY Rangers                            | 5                                     | 3                                     | Montreal                              |                                       |                                       |
| NY Rangers wygrało 4:2                |                                       |                                       |                                       |                                       |                                       |                                       |

| Florida Panthers – Boston Bruins | Florida Panthers – Boston Bruins | Florida Panthers – Boston Bruins | Florida Panthers – Boston Bruins | Florida Panthers – Boston Bruins | Florida Panthers – Boston Bruins | Florida Panthers – Boston Bruins |
| Data                             | Wyjazd                           | Wyjazd                           | Dom                              | Dom                              |                                  |                                  |
| -------------------------------- | -------------------------------- | -------------------------------- | -------------------------------- | -------------------------------- | -------------------------------- | -------------------------------- |
| 17 kwietnia                      | Boston                           | 3                                | 6                                | Florida                          |                                  |                                  |
| 22 kwietnia                      | Boston                           | 2                                | 6                                | Florida                          |                                  |                                  |
| 24 kwietnia                      | Florida                          | 4                                | 2                                | Boston                           |                                  |                                  |
| 25 kwietnia                      | Florida                          | 2                                | 6                                | Boston                           |                                  |                                  |
| 27 kwietnia                      | Boston                           | 3                                | 4                                | Florida                          |                                  |                                  |
| Florida wygrała 4:1              |                                  |                                  |                                  |                                  |                                  |                                  |

#### Zachodnia Konferencja
| Detroit Red Wings – Winnipeg Jets | Detroit Red Wings – Winnipeg Jets | Detroit Red Wings – Winnipeg Jets | Detroit Red Wings – Winnipeg Jets | Detroit Red Wings – Winnipeg Jets | Detroit Red Wings – Winnipeg Jets | Detroit Red Wings – Winnipeg Jets |
| Data                              | Wyjazd                            | Wyjazd                            | Dom                               | Dom                               |                                   |                                   |
| --------------------------------- | --------------------------------- | --------------------------------- | --------------------------------- | --------------------------------- | --------------------------------- | --------------------------------- |
| 17 kwietnia                       | Winnipeg                          | 1                                 | 4                                 | Detroit                           |                                   |                                   |
| 19 kwietnia                       | Winnipeg                          | 0                                 | 4                                 | Detroit                           |                                   |                                   |
| 21 kwietnia                       | Detroit                           | 1                                 | 4                                 | Winnipeg                          |                                   |                                   |
| 23 kwietnia                       | Detroit                           | 6                                 | 1                                 | Winnipeg                          |                                   |                                   |
| 26 kwietnia                       | Winnipeg                          | 3                                 | 1                                 | Detroit                           |                                   |                                   |
| 28 kwietnia                       | Detroit                           | 4                                 | 1                                 | Winnipeg                          |                                   |                                   |
| Detroit wygrało 4:2               |                                   |                                   |                                   |                                   |                                   |                                   |

| Colorado Avalanche – Vancouver Canucks | Colorado Avalanche – Vancouver Canucks | Colorado Avalanche – Vancouver Canucks | Colorado Avalanche – Vancouver Canucks | Colorado Avalanche – Vancouver Canucks | Colorado Avalanche – Vancouver Canucks | Colorado Avalanche – Vancouver Canucks |
| Data                                   | Wyjazd                                 | Wyjazd                                 | Dom                                    | Dom                                    |                                        |                                        |
| -------------------------------------- | -------------------------------------- | -------------------------------------- | -------------------------------------- | -------------------------------------- | -------------------------------------- | -------------------------------------- |
| 16 kwietnia                            | Vancouver                              | 2                                      | 5                                      | Colorado                               |                                        |                                        |
| 18 kwietnia                            | Vancouver                              | 5                                      | 4                                      | Colorado                               |                                        |                                        |
| 20 kwietnia                            | Colorado                               | 4                                      | 0                                      | Vancouver                              |                                        |                                        |
| 22 kwietnia                            | Colorado                               | 3                                      | 4                                      | Vancouver                              |                                        |                                        |
| 25 kwietnia                            | Vancouver                              | 4                                      | 5                                      | Colorado                               | Po dogrywce                            |                                        |
| 27 kwietnia                            | Colorado                               | 3                                      | 2                                      | Vancouver                              |                                        |                                        |
| Colorado wygrało 4:2                   |                                        |                                        |                                        |                                        |                                        |                                        |

| Chicago Blackhawks – Calgary Flames | Chicago Blackhawks – Calgary Flames | Chicago Blackhawks – Calgary Flames | Chicago Blackhawks – Calgary Flames | Chicago Blackhawks – Calgary Flames | Chicago Blackhawks – Calgary Flames | Chicago Blackhawks – Calgary Flames |
| Data                                | Wyjazd                              | Wyjazd                              | Dom                                 | Dom                                 |                                     |                                     |
| ----------------------------------- | ----------------------------------- | ----------------------------------- | ----------------------------------- | ----------------------------------- | ----------------------------------- | ----------------------------------- |
| 17 kwietnia                         | Calgary                             | 1                                   | 4                                   | Chicago                             |                                     |                                     |
| 19 kwietnia                         | Calgary                             | 0                                   | 3                                   | Chicago                             |                                     |                                     |
| 21 kwietnia                         | Chicago                             | 7                                   | 5                                   | Calgary                             |                                     |                                     |
| 23 kwietnia                         | Chicago                             | 2                                   | 1                                   | Calgary                             |                                     |                                     |
| Chicago wygrało 4:0                 |                                     |                                     |                                     |                                     |                                     |                                     |

| Toronto Maple Leafs – St. Louis Blues | Toronto Maple Leafs – St. Louis Blues | Toronto Maple Leafs – St. Louis Blues | Toronto Maple Leafs – St. Louis Blues | Toronto Maple Leafs – St. Louis Blues | Toronto Maple Leafs – St. Louis Blues | Toronto Maple Leafs – St. Louis Blues |
| Data                                  | Wyjazd                                | Wyjazd                                | Dom                                   | Dom                                   |                                       |                                       |
| ------------------------------------- | ------------------------------------- | ------------------------------------- | ------------------------------------- | ------------------------------------- | ------------------------------------- | ------------------------------------- |
| 16 kwietnia                           | St. Louis                             | 3                                     | 1                                     | Toronto                               |                                       |                                       |
| 18 kwietnia                           | St. Louis                             | 4                                     | 5                                     | Toronto                               | Po dogrywce                           |                                       |
| 21 kwietnia                           | Toronto                               | 2                                     | 3                                     | St. Louis                             | Po dogrywce                           |                                       |
| 23 kwietnia                           | Toronto                               | 1                                     | 5                                     | St. Louis                             |                                       |                                       |
| 25 kwietnia                           | St. Louis                             | 4                                     | 5                                     | Toronto                               |                                       |                                       |
| 27 kwietnia                           | Toronto                               | 1                                     | 2                                     | St. Louis                             | Po dogrywce                           |                                       |
| St. Louis wygrało 4:2                 |                                       |                                       |                                       |                                       |                                       |                                       |

### Półfinały Konferencji

#### Wschodnia Konferencja
| Florida Panthers – Philadelphia Flyers | Florida Panthers – Philadelphia Flyers | Florida Panthers – Philadelphia Flyers | Florida Panthers – Philadelphia Flyers | Florida Panthers – Philadelphia Flyers | Florida Panthers – Philadelphia Flyers | Florida Panthers – Philadelphia Flyers |
| Data                                   | Wyjazd                                 | Wyjazd                                 | Dom                                    | Dom                                    |                                        |                                        |
| -------------------------------------- | -------------------------------------- | -------------------------------------- | -------------------------------------- | -------------------------------------- | -------------------------------------- | -------------------------------------- |
| 2 maja                                 | Florida                                | 2                                      | 0                                      | Philadelphia                           |                                        |                                        |
| 4 maja                                 | Florida                                | 2                                      | 3                                      | Philadelphia                           |                                        |                                        |
| 7 maja                                 | Philadelphia                           | 3                                      | 1                                      | Florida                                |                                        |                                        |
| 9 maja                                 | Philadelphia                           | 3                                      | 4                                      | Florida                                | Po dogrywce                            |                                        |
| 12 maja                                | Florida                                | 2                                      | 1                                      | Philadelphia                           | Po 2 dogrywkach                        |                                        |
| 14 maja                                | Philadelphia                           | 1                                      | 4                                      | Florida                                |                                        |                                        |
| Florida wygrała 4:2                    |                                        |                                        |                                        |                                        |                                        |                                        |

| New York Rangers – Pittsburgh Penguins | New York Rangers – Pittsburgh Penguins | New York Rangers – Pittsburgh Penguins | New York Rangers – Pittsburgh Penguins | New York Rangers – Pittsburgh Penguins | New York Rangers – Pittsburgh Penguins | New York Rangers – Pittsburgh Penguins |
| Data                                   | Wyjazd                                 | Wyjazd                                 | Dom                                    | Dom                                    |                                        |                                        |
| -------------------------------------- | -------------------------------------- | -------------------------------------- | -------------------------------------- | -------------------------------------- | -------------------------------------- | -------------------------------------- |
| 3 maja                                 | NY Rangers                             | 1                                      | 4                                      | Pittsburgh                             |                                        |                                        |
| 5 maja                                 | NY Rangers                             | 6                                      | 3                                      | Pittsburgh                             |                                        |                                        |
| 7 maja                                 | Pittsburgh                             | 3                                      | 2                                      | NY Rangers                             |                                        |                                        |
| 9 maja                                 | Pittsburgh                             | 4                                      | 1                                      | NY Rangers                             |                                        |                                        |
| 11 maja                                | NY Rangers                             | 3                                      | 7                                      | Pittsburgh                             |                                        |                                        |
| Pittsburgh wygrał 4:1                  |                                        |                                        |                                        |                                        |                                        |                                        |

#### Zachodnia Konferencja
| St. Louis Blues – Detroit Red Wings | St. Louis Blues – Detroit Red Wings | St. Louis Blues – Detroit Red Wings | St. Louis Blues – Detroit Red Wings | St. Louis Blues – Detroit Red Wings | St. Louis Blues – Detroit Red Wings | St. Louis Blues – Detroit Red Wings |
| Data                                | Wyjazd                              | Wyjazd                              | Dom                                 | Dom                                 |                                     |                                     |
| ----------------------------------- | ----------------------------------- | ----------------------------------- | ----------------------------------- | ----------------------------------- | ----------------------------------- | ----------------------------------- |
| 3 maja                              | St. Louis                           | 2                                   | 3                                   | Detroit                             |                                     |                                     |
| 5 maja                              | St. Louis                           | 3                                   | 8                                   | Detroit                             |                                     |                                     |
| 8 maja                              | Detroit                             | 4                                   | 5                                   | St. Louis                           | Po dogrywce                         |                                     |
| 10 maja                             | Detroit                             | 0                                   | 1                                   | St. Louis                           |                                     |                                     |
| 12 maja                             | St. Louis                           | 3                                   | 2                                   | Detroit                             |                                     |                                     |
| 14 maja                             | Detroit                             | 4                                   | 2                                   | St. Louis                           |                                     |                                     |
| 16 maja                             | St. Louis                           | 0                                   | 1                                   | Detroit                             | Po 2 dogrywkach                     |                                     |
| Detroit wygrało 4:3                 |                                     |                                     |                                     |                                     |                                     |                                     |

| Chicago Blackhawks – Colorado Avalanche | Chicago Blackhawks – Colorado Avalanche | Chicago Blackhawks – Colorado Avalanche | Chicago Blackhawks – Colorado Avalanche | Chicago Blackhawks – Colorado Avalanche | Chicago Blackhawks – Colorado Avalanche | Chicago Blackhawks – Colorado Avalanche |
| Data                                    | Wyjazd                                  | Wyjazd                                  | Dom                                     | Dom                                     |                                         |                                         |
| --------------------------------------- | --------------------------------------- | --------------------------------------- | --------------------------------------- | --------------------------------------- | --------------------------------------- | --------------------------------------- |
| 2 maja                                  | Chicago                                 | 3                                       | 2                                       | Colorado                                | Po dogrywce                             |                                         |
| 4 maja                                  | Chicago                                 | 1                                       | 5                                       | Colorado                                |                                         |                                         |
| 6 maja                                  | Colorado                                | 3                                       | 4                                       | Chicago                                 | Po dogrywce                             |                                         |
| 8 maja                                  | Colorado                                | 3                                       | 2                                       | Chicago                                 | Po 3 dogrywkach                         |                                         |
| 11 maja                                 | Chicago                                 | 1                                       | 4                                       | Colorado                                |                                         |                                         |
| 13 maja                                 | Colorado                                | 4                                       | 3                                       | Chicago                                 | Po 2 dogrywkach                         |                                         |
| Colorado wygrało 4:2                    |                                         |                                         |                                         |                                         |                                         |                                         |

### Finały Konferencji
| Wschodnia Konferencja                                | Wschodnia Konferencja                  | Wschodnia Konferencja                  | Wschodnia Konferencja                  | Wschodnia Konferencja                  | Wschodnia Konferencja                  | Wschodnia Konferencja                  |
| Florida Panthers – Pittsburgh Penguins               | Florida Panthers – Pittsburgh Penguins | Florida Panthers – Pittsburgh Penguins | Florida Panthers – Pittsburgh Penguins | Florida Panthers – Pittsburgh Penguins | Florida Panthers – Pittsburgh Penguins | Florida Panthers – Pittsburgh Penguins |
| Data                                                 | Wyjazd                                 | Wyjazd                                 | Dom                                    | Dom                                    |                                        |                                        |
| ---------------------------------------------------- | -------------------------------------- | -------------------------------------- | -------------------------------------- | -------------------------------------- | -------------------------------------- | -------------------------------------- |
| 18 maja                                              | Florida                                | 5                                      | 1                                      | Pittsburgh                             |                                        |                                        |
| 20 maja                                              | Florida                                | 2                                      | 3                                      | Pittsburgh                             |                                        |                                        |
| 24 maja                                              | Pittsburgh                             | 2                                      | 5                                      | Florida                                |                                        |                                        |
| 26 maja                                              | Pittsburgh                             | 2                                      | 1                                      | Florida                                |                                        |                                        |
| 28 maja                                              | Florida                                | 0                                      | 3                                      | Pittsburgh                             |                                        |                                        |
| 30 maja                                              | Pittsburgh                             | 3                                      | 4                                      | Florida                                |                                        |                                        |
| 1 czerwca                                            | Florida                                | 3                                      | 1                                      | Pittsburgh                             |                                        |                                        |
| Florida wygrała 4:3 i zdobyła Prince of Wales Trophy |                                        |                                        |                                        |                                        |                                        |                                        |

| Zachodnia Konferencja                                    | Zachodnia Konferencja                  | Zachodnia Konferencja                  | Zachodnia Konferencja                  | Zachodnia Konferencja                  | Zachodnia Konferencja                  | Zachodnia Konferencja                  |
| Colorado Avalanche – Detroit Red Wings                   | Colorado Avalanche – Detroit Red Wings | Colorado Avalanche – Detroit Red Wings | Colorado Avalanche – Detroit Red Wings | Colorado Avalanche – Detroit Red Wings | Colorado Avalanche – Detroit Red Wings | Colorado Avalanche – Detroit Red Wings |
| Data                                                     | Wyjazd                                 | Wyjazd                                 | Dom                                    | Dom                                    |                                        |                                        |
| -------------------------------------------------------- | -------------------------------------- | -------------------------------------- | -------------------------------------- | -------------------------------------- | -------------------------------------- | -------------------------------------- |
| 19 maja                                                  | Colorado                               | 3                                      | 2                                      | Detroit                                | Po dogrywce                            |                                        |
| 21 maja                                                  | Colorado                               | 3                                      | 0                                      | Detroit                                |                                        |                                        |
| 23 maja                                                  | Detroit                                | 6                                      | 4                                      | Colorado                               |                                        |                                        |
| 25 maja                                                  | Detroit                                | 2                                      | 4                                      | Colorado                               |                                        |                                        |
| 27 maja                                                  | Colorado                               | 2                                      | 5                                      | Detroit                                |                                        |                                        |
| 29 maja                                                  | Detroit                                | 1                                      | 4                                      | Colorado                               |                                        |                                        |
| Colorado wygrało 4:2 i zdobyło Clarence S. Campbell Bowl |                                        |                                        |                                        |                                        |                                        |                                        |

## Finał Pucharu Stanleya
Finał Pucharu Stanleya odbył się od 4 do 10 czerwca 1996 był jednocześnie finałem rozgrywek playoff ligi NHL. Zmierzyły się w nim zdobywca Prince of Wales Trophy, czyli mistrz konferencji zachodniej fazy playoff – Colorado Avalanche oraz zdobywca Clarence S. Campbell Bowl, czyli mistrz konferencji wschodniej fazy playoff – Florida Panthers. Oba zespoły powstały nie dłużej jak trzy lata wcześniej. Dla drużyny Colorado był to inauguracyjny sezon w Denver po przejściu z Québecu w 1995 roku. Drużyna z Florydy dotarła do tej fazy rozgrywek po trzech latach istnienia. Dotychczas tylko dwa inne zespoły tak szybko dokonały do finału. W sezonie 1967/1968 uczyniła to drużyna St. Louis Blues, wcześniej w sezonie 1927/1928 dokonał tego zespół New York Rangers.
Zwycięzcą został zespół Colorado Avalanche pokonało drużynę Florida Panthers w czterech meczach z bilansem bramek 15:4 na korzyść drużyny Avalanche. Decydującą bramkę o zdobyciu Pucharu Stanleya zdobył w trzeciej dogrywce, czwartego meczu gol niemieckiego obrońcy Uwe Kruppa.
| 4 czerwca 1996 | Colorado Avalanche | 3:1 | Florida Panthers | McNichols Sports Arena, Denver |

|  |  |  |  |  |

| 6 czerwca 1996 | Colorado Avalanche | 8:1 | Florida Panthers | McNichols Sports Arena, Denver |

|  |  |  |  |  |

| 8 czerwca 1996 | Florida Panthers | 2:3 | Colorado Avalanche | Miami Arena, Miami |

|  |  |  |  |  |

| 10 czerwca 1996 | Florida Panthers | 0:1 | Colorado Avalanche | Miami Arena, Miami |

|  |  |  | 104:31 (??) U. Krupp |